# Independența, Constanța
Independența este satul de reședință al comunei cu același nume din județul Constanța, Dobrogea, România. În trecut satul s-a numit Bayramdede/Bairamdede. La recensământul din 2002 avea o populație de 1291 locuitori.